# Freiburger Domsingknaben
Die Freiburger Domsingknaben sind ein aus Knaben und Männern bestehendes Ensemble der Dommusik am Freiburger Münster. Der Chor, bis 2024 unter Leitung von Domkapellmeister Boris Böhmann, gehört mit seinen ca. 70 Sängern (Kammerchor) zu den bekanntesten Knabenchören Deutschlands. Seine Tradition lässt sich über mehr als acht Jahrhunderte zurückverfolgen.

## Geschichtlicher Überblick, Reisen und Konzerte
Schon im 13. Jahrhundert gab es in Freiburg nachweislich eine Lateinschule, zu deren wichtigste Aufgabe die Ausbildung des Sängernachwuchses für die Münstermusik gehörte. Seit dem 16. Jahrhundert sind auch mehrstimmige Gesänge für die Münstersängerknaben schriftlich belegt.
Bis in das 20. Jahrhundert sangen die Knaben in der Frühmesse und der Vesper sowie an Sonn- und Feiertagen zusammen mit der Freiburger Domkapelle. Nach der Auflösung in der Zeit des Nationalsozialismus gründete der damalige Domkapellmeister Prälat Raimund Hug die Domsingknaben 1970 neu. Seit dieser Zeit ist die Hauptaufgabe des Knabenchors die musikalische Gestaltung der Gottesdienste an Sonn- und Feiertagen im Freiburger Münster. Daneben führen die Freiburger Domsingknaben auch geistliche und weltliche Konzerte auf und sangen unter bekannten Dirigenten, wie z. B. Lorin Maazel, Michael Gielen, , Philippe Herreweghe, Ingo Metzmacher, Roland Bader und Moshe Atzmon.
Für die musikalische Arbeit erhielt der Chor Auszeichnungen und Preise. Konzertreisen führten die Domsingknaben durch Deutschland und Europa. Im Jahr 2003 übernahm Domkapellmeister Boris Böhmann die Leitung der Freiburger Dommusik und des Chores. Der Chor spielte CD-Aufnahmen mit a cappella Musik und oratorischen Werken ein und trat in Rundfunk- und Fernsehproduktionen auf. Am 24./25. September 2011 sangen die Freiburger Domsingknaben und die Chöre des Palais für Papst Benedikt XVI.
Außerdem führten Reisen nach Australien (Requiem von Wolfgang Amadeus Mozart), Japan (Motette „Jesu meine Freude (BWV 227)“ von Johann Sebastian Bach), Südamerika (Requiem von Gabriel Fauré, Missa Papae Marcelli von Palestrina), wo berühmte Konzerthäuser wie das Teatro Colón in Buenos Aires oder das Teatro del Lago Frutillar in Chile besungen wurden. 2018 führte wieder eine Reise nach Japan (Motette „Singet dem Herrn ein neues Lied“ von Bach). Zuletzt führte 2024 eine zweiwöchige Tournee den Chor nach England, wo u. a. die Kathedralen von Liverpool, Lichfield, Coventry, London (Westminster Catholic Cathedral) u. v. m. besungen wurden.
Zudem gehören kleinere Reisen und Konzerte in der Region und ganz Deutschland, der Schweiz und Österreich zum Programm der Domsingknaben. So wurden die Dome in Braunschweig und Berlin, Mailand, Hamburg, München usw. sowie die Marienkirche Lübeck, Michaeliskirche Hamburg, Stiftskirche Stuttgart, Kaiser-Wilhelm-Gedächtniskirche Berlin, Kathedrale Genf, Philharmonie Essen, Elbphilharmonie Hamburg, Berliner Philharmonie besucht.
Im Juli 2024 wurde Böhmann aus nicht bekanntgewordenen Gründen entlassen, was zu massiven Protesten der Sänger bzw. deren Eltern gegen den Bischof führte.

## Repertoire
Das Repertoire der Freiburger Domsingknaben reicht von Gregorianischen Gesängen, alten Messen, wie der Messe de Nostre Dame von Guillaume de Machaut, über Ockeghem und Palestrina zu den barocken Meistern Bach und Schütz und über romantische Komponisten wie Felix Mendelssohn Bartholdy und Anton Bruckner bis zu zeitgenössischer Musik. Dazu gehören auch Uraufführungen von Auftragskompositionen, wie die „Missa brevis“ oder „Cantate Domino“ (2018, zusammen mit der Freiburger Domkapelle) von Thomas Blomenkamp.
In der Konzertreihe „ChorRaum Münster“ sowie den „Münsterkonzerten“ sind sie regelmäßig zu hören. Zahlreiche CD-, Rundfunk- und Fernsehproduktionen liegen vor, die letzte von Bachs Matthäuspassion (2019).
Die Freiburger Domsingknaben sind Partner bei der Aufführung von symphonischen oder oratorischen Werken. U.a. wirkten sie bei der 3. Sinfonie von Gustav Mahler, zusammen mit dem Gustav-Mahler-Jugendorchester und dem SWR-Sinfonieorchester, der Balletsuite „Nussknacker“ von P.I. Tschaikowsky mit dem renommierten London Philharmonic Orchestra oder auch bei Honeggers „Une Cantate de Noel“ mit. Mit dem SWR-Sinfonieorchester sind weitere Aufführungen verzeichnet, z. B. F. Liszts „Dante-Sinfonie“ oder H.W Henzes „Das Floß der Medusa“, unter anderem in der Elbphilharmonie Hamburg. Des Weiteren nehmen die Knabenstimmen des Chores seit langem an Aufführungen von Bachs Matthäuspassion als Cantus Firmus teil (u. a. im Konzerthaus Freiburg). Zuletzt nahmen sie an mehreren Aufführungen gemeinsam mit dem Freiburger Barockorchester und dem Ensemble Vox Luminis teil, u. a. in der Berliner Philharmonie.

## Ausbildung
Die Ausbildung und die Nachwuchsförderung erfolgt im Erzbischöflichen Palais, dem früheren Wohnsitz des Bischofs, das 1995/1996 renoviert wurde und seit dieser Zeit die musikalische Bildungseinrichtung der Freiburger Dommusik – die Freiburger Domsingschule – beherbergt. Hier können Kinder ab 3 Jahren spielerisch mit der klassischen Musik in Berührung kommen. Seit 2006 wird auch ein Kurs der musikalischen Früherziehung für Eltern mit Kindern unter drei Jahren angeboten. 2024 wirkten etwa 160 Knaben und Männer in den Chören der Freiburger Domsingknaben mit. 

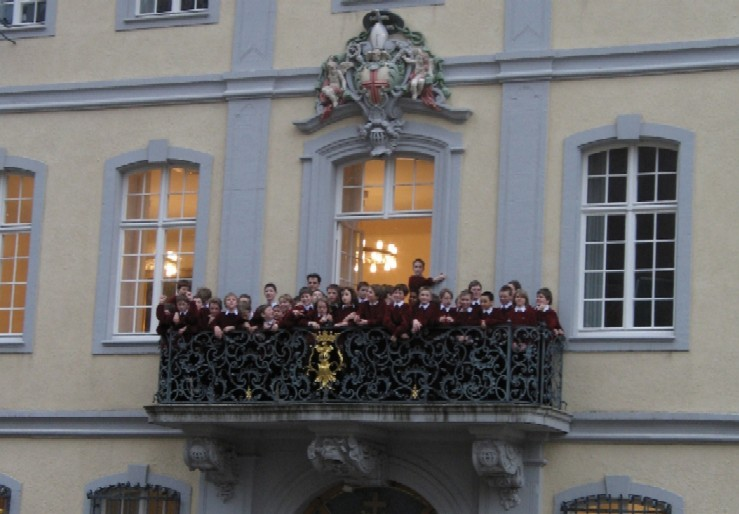
Freiburger Domsingknaben – Erzbischöfliches Palais, Freiburg

Bevor ein Junge mit etwa zehn Jahren in den Kammerchor der Domsingknaben aufgenommen wird, durchläuft er eine musikalische Ausbildung aus Einzelstimmbildung und musiktheoretischem Unterricht sowie dem Singen in verschiedenen Chorstufen (Früherziehung, Vorchor, Aufbau-Chor, Kammerchor). Im Vorchor, der aus Kindern der 1. Klasse besteht, werden oft noch spielerische Elemente benutzt und sich langsam an die liturgischen Gesänge angetastet, die dann bei ungefähr zwei Gottesdiensten im Jahr aufgeführt werden. Danach folgt der Wechsel in den Aufbauchor, 2.–4. Klasse, in dem auch schon einige Auftritte und kleinere Ausflüge auf dem Programm stehen. Gesungen wird teilweise schon klassische Chorliteratur. Nach bestandener theoretischer und praktischer Aufnahmeprüfung durch den Domkapellmeister darf ein Sänger an den musikalischen Aktivitäten des Kammerchores teilnehmen. In einer feierlichen Zeremonie zu Beginn des Chorjahres werden die neuen Domsingknaben dem Domkapitel und der Öffentlichkeit vorgestellt, wobei sie das erste Mal ein Umhängekreuz für die Talare erhalten. Nach diesem Gottesdienst erhalten sie außerdem ein kleines Chorkreuz für ihren Konzertpullover (falls Auftritte vor der Zeremonie stattfinden, bei denen die neuen Knaben schon teilnehmen, tragen sie dabei kein Kreuz).
Die Männerstimmen setzen sich aus ehemaligen Chorknaben zusammen, die während und nach dem Stimmbruch ebenfalls durch einen Stimmbildner betreut werden. Nach englischem und mediterranem Vorbild singen männliche Altus-Stimmen die Alt-Partie, eine Besonderheit in der deutschsprachigen Knabenchorlandschaft.
Neben der Chor- und musiktheoretischen Ausbildung sowie der Stimmbildung können die Kinder und Jugendlichen auch Unterricht auf verschiedenen Instrumenten in der Domsingschule erhalten. Ebenfalls angeschlossen ist die Ausbildung zum C-Kirchenmusiker. Eine Tagesbetreuung (Mittagessen, Hausaufgaben und Freizeit) rundet das Angebot der Freiburger Domsingschule ab.
Mit dem Kolleg St. Sebastian in Freiburgs Vorort Stegen im Dreisamtal gibt es eine seit langem eingespielte Kooperation. An diesem musischen Gymnasium in kirchlicher Trägerschaft der Schulstiftung unterrichten die Leiter der Freiburger Dommusik zeitweise in den 5. Klassen.
Viele professionelle Vokalsolisten, Instrumentalisten und Kirchenmusiker haben ihre musikalische Laufbahn bei den Freiburger Domsingknaben begonnen, zu nennen zum Beispiel der Jung-Bassbariton Philipp Schöllhorn, Christian Elsner, Georg Gädker, Hans-Jürgen Schöpflin, und der Leiter des cis-Knabenchores in Stuttgart, Sebastian Kunz.

## Diskographie
- J. S. Bach: Matthäus-Passion (2019)
- H. W. Henze: Das Floß der Medusa (2017)
- J. S. Bach: H-moll Messe (2016)
- G. Fauré: Requiem (2015)
- Freiburger Domsingknaben LIVE in Gottesdienst und Konzert (2015)
- Papst Benedikt XVI in Freiburg – Angelus Gebet im Freiburger Münster & Papstmesse (DVD, 2011)
- J. S. Bach: Singet dem Herrn ein neues Lied BWV 225 (2011)
- J. S. Bach: Weihnachts-Oratorium (2010)
- J. S. Bach: Johannes-Passion (2010)
- J. S. Bach: Jesu, meine Freude (2010)
- W. A. Mozart: Requiem (2006)
- G.F. Händel: Dixit Dominus (2005)
- J. Haydn: Stabat Mater (2004)
- W. A. Mozart: Requiem (2003)
- Hochfeste im Kirchenjahr – Chor und Orgelwerke (2003)
- Baroque Christmas Concert from the Cathedral in Freiburg (DVD, 2002)
- Festliche Musik aus südwestdeutschen Benediktinerklöstern (2002)
- Sax’n Dom – Children’s Songs (2002)
- J.S. Bach: Matthäus-Passion (2001)
- J. G. Rheinberger: Der Stern von Bethlehem (2001)
- Ave Maria – Mariengesänge (2000)
- G. Mahler: Symphonie Nr. 3 (1997)
- Freu Dich Du Himmelskönigin (1997)
- Wo man singt – Die Freiburger Domsingknaben singen volkstümliche Melodien (1996)
- Geboren ist Jesus, der Retter der Welt (1994)
- Jubilate Deo – Festliche Motetten zum Kirchenjahr (1994)
- Uns ward geschenkt ein Kindelein – Weihnachten mit den Freiburger Domsingknaben (1994)
- Messen von M. Haydn und J. G. Albrechtsberger (1991)
- J. N. David: Stabat mater (6stg. a.c.; 1979)

## Auszeichnungen und Ehrungen
- Europäischer Chorpreis
- Preis der deutschen Schallplattenkritik Bestenliste für die „Symphonie Nr. 3“ von Gustav Mahler